# تمرة (السعودية)
تمرة بلدة تقع في المملكة العربية السعودية جنوب العاصمة الرياض، يربطها طريق معبد طوله 595 كم. يقطنها العمور الدواسر من تغلب ابن وائل بن ربيعة وهي تشتهر بكثرة مزارعها ووفرة تمورها و بعض من انواع الفواكه والخضار.
ومن أسماء بلدة تمرة قديماً:
1. وادي العقيق
2. عقيق بني عقيل
3. عقيق تمرة
4. الشعب

كانت في العصور الغابرة ممراً رئيسا في طريق قوافل العرب التجارية وذلك لكثرة آبار المياة بها.